# Lagoa da Petrobrás
A Lagoa da Petrobrás, também chamada Lagoa de Ibirité, é uma represa localizada nos municípios de Betim, Ibirité e Sarzedo, em Minas Gerais, na Região Metropolitana de Belo Horizonte.
Apesar de a maior parte da represa estar no município de Ibirité, perto dos condomínios Quintas da Jangada e Quintas da Lagoa e bairro  Recanto da Lagoa, aproximadamente um oitavo da represa está dentro dos limites de Sarzedo. É utilizada no processo industrial da REGAP - Refinaria Gabriel Passos.

## História
Construída em 1968, pela Petrobrás, para facilitar o resfriamento de máquinas de sua refinaria, faz parte da Bacia do Rio Paraopeba. A Lagoa de Ibirité foi criada a partir do represamento de parte do curso do ribeirão Sarzedo, e uma área constituída por fazendas e terras de propriedade do município de Ibirité foi desapropriada para sua construção.
A lagoa logo virou o cartão postal da cidade, sendo usada ao mesmo tempo como fonte de lazer para a população local. Contudo a lagoa foi aos poucos sendo degradada pela ocupação desordenada e consequente lançamento parte do esgoto da cidade, lixos domésticos e industriais.

## Questões Políticas
A lagoa de Ibirité encontrada em completo descaso é alvo de discussões e acusações políticas, onde no meio da discussão estão a Prefeitura de Ibirité e a Petrobrás, que se encontram num jogo de empurra há tempos.
No ano de 2002 o IGAM, a Prefeitura de Ibirité e a Petrobrás decidiram melhorar a qualidade da água da lagoa através da construção de uma ETAF (Estação de Tratamento de Águas Fluviais). O acordo firmado definia que o IGAM escolheria a empresa responsável pelas obras, a Petrobrás ficaria responsável pelo financiamento da obra e o município de Ibirité ficaria com os custos de operação da estação.
Porém, com a conclusão da ETAF em 2004, o município constatou que os custos operacionais seriam muito mais elevados do que o estimado, então alegando não possuir recursos financeiros para operar a estação, e acusando a Petrobrás de ter subestimado os custos, a prefeitura abandonou o aparelhamento. A Copasa seria a então responsável pela operação da ETAF, mas se recusou a assumir a estação anunciando que o projeto foi mal formulado, já que não solucionaria os problemas de contaminação da lagoa. Atualmente a Estação de Tratamento de Águas Fluviais permanece inoperante.
Em 2011, a Prefeitura de Ibirité assinou um contrato para a instalação de uma ETE (Estação de Tratamento de Esgoto). As obras para a construção da nova estação já estão em andamento, e a conclusão de sua primeira etapa está prevista para 2015, já sua segunda etapa, a qual permitiram tratamento maior de efluentes, se concluirá em 2016. 
A estação de tratamento contribuirá para aliviar também a qualidade da água no Rio Paraopeba, que tem ligação com a lagoa e deságua no Rio São Francisco. 